# Martian Manhunter
Martian Manhunter (J'onn J'onzz)  este un personaj fictiv de benzi desenate și televiziune și animație, creat de DC Comics.

## Origine
Pe planeta sa natală, J'onn avea o soție și  o fiică, M'yri'ah and K'hym, cărora le purta o afecțiune deosebită.
Marțienii din rasa sa aveau o civilizație înfloritoare și pașnică prin natura ei,  aventurându-se de câteva ori chiar și pe Terra,unde i-au inspirat indirect pe vechii egipteni, în construcția piramidelor.Cu toate acestea, sfârșitul civilizației marțiene era aproape.
Cel care avea să determine sfârșitul civilizației marțiene,avea să fie chiar fratele geamăn al lui J'onn, Ma'alefa'ak.
Ma'alefa'ak (cunoscut uneori și sub numele de Malefic) este singurul marțian născut fără abilitatea telepatică specifică poporului său, și totodată fără slăbiciunea față de foc.
Simțindu-se nedreptățit,Ma'alefa'ak aruncă asupra tuturor marțienior Blestemul H’ronmeer, prin care oricine va folosi comunicarea telepatică, va fi ars de viu.
Ultimul supraviețuitor avea să fie chiar  J'onn, care se teleportează pe Pământ, unde avea să devină supereroul cunoscut sub numele de Martian Manhunter.
În alte apariții massmedia, se prezintă diferite origini ale lui Martian Manhunter, precum cea prezentată în serialul animat Liga Dreptății (Justice League) , în care  J'onn vine pe Pămân  pentru a lupta alături de Ligă împotriva  unei invazii extraterestre,care a ucis și  propria sa civilzație.   

## Descrire
Martian Manhunter este singurul supraviețuitor al unei rase de marțieni.  
El are pielea  verde, capul chel,ochii roșiii și ieșiți din orbite.
Poartă un costum verde deschis, acoperindu-se uneori cu o mantie albastră,lungă, 
prinsă cu două discuri de culoare galbenă.

## Abilități
J'onn  poate zbura prin aer și posedă puteri de telepatie, de multe ori benefice în misiunile sale.Cu ajutorul acestor puteri, poate conversa în orice limbă, având totodată capacitatea de a comunica fără să vorbească. Are capacități de metamorfoză reușind să ia forme umane și nu numai,
totodată devine invizibil și intangibil.
Asemena lui Superman, J'onn posedă o forță de temut.

## Liga Dreptății
J'onn este unul dintre cei șapte membri fondatori ai Justice League (Liga Dreptății). Rolul lui este extrem de important încă din primul episod al serialului de animație. Locuiește în Turnul de Veghe al Ligii.